# Cajal (Mondkrater)
Cajal ist ein kleiner Einschlagkrater im nördlichen Teil des Mare Tranquillitatis. Seine runde, schüsselförmige Formation liegt südöstlich des von Lava überschwemmten Kraters Jansen. Ebenfalls im Nordwesten befindet sich ein Gebiet von zerklüfteten Höhenzügen, das als Dorsa Barlow bezeichnet wird.
Die Namensgebung durch die Internationale Astronomische Union (IAU) fand 1973 statt. Vor der Umbenennung war er als 'Jansen F' bekannt.